# Munster (Irland)
Munster (irisch: An Mhumhain [ən ˈvuːnʲ] oder Cúige Mumhan [kuːɡʲə ˈmuːn]) ist die südlichste Provinz Irlands, die aus den Countys Clare, Cork, Kerry, Limerick, Tipperary und Waterford besteht. Die Provinz hat 1.243.726 Einwohner (Stand 2011) 936.012 (Stand 2016) ohne Limerick Stadt und 994.331 (Stand 2016) mit Limerick Stadt und ohne Tipperary und eine Fläche von 24.608 km².

## Name

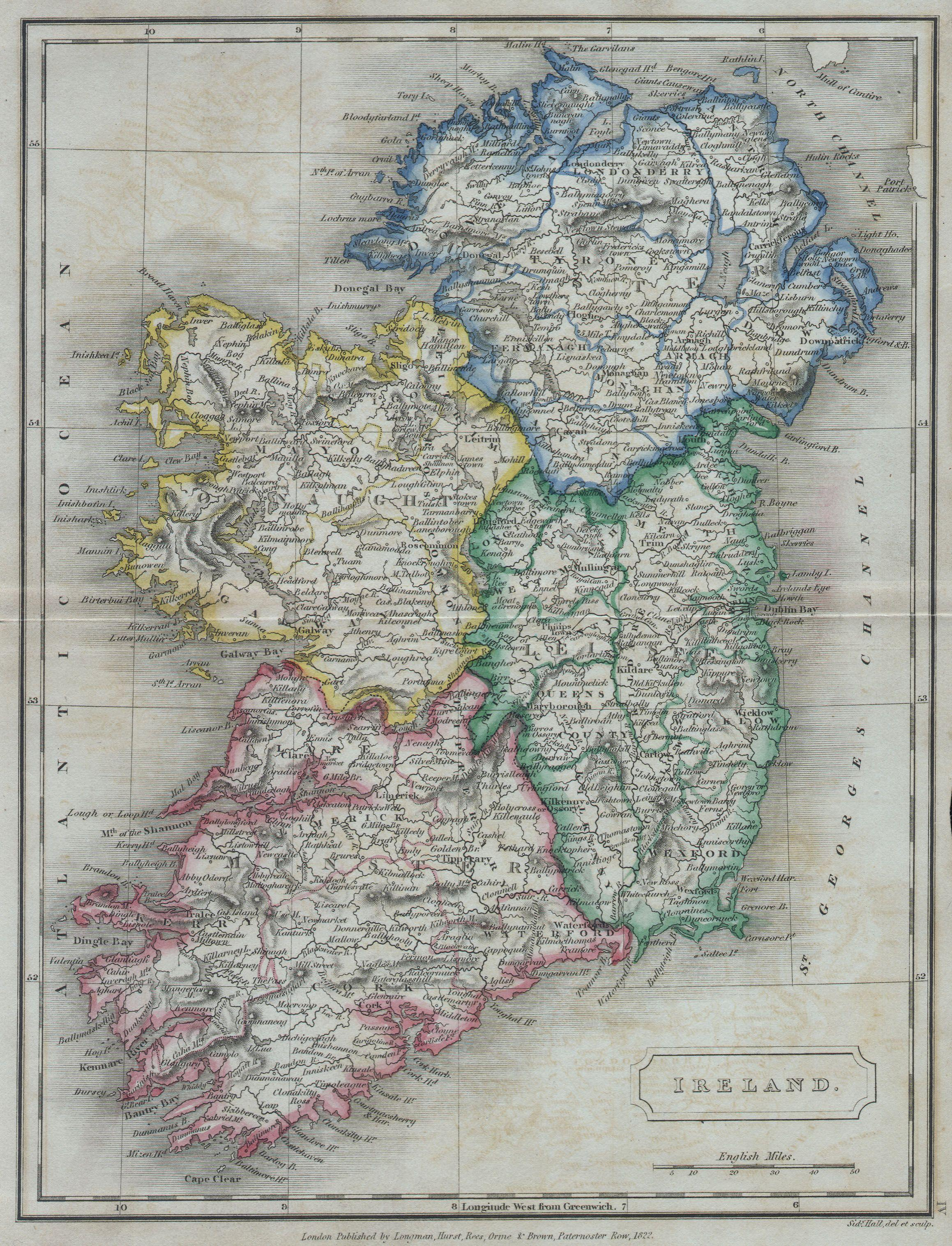
Karte von 1822 mit den vier historischen Provinzen Irlands

Flagge der Provinz Munster

An Mhumhain, alter Nominativ Mumha (Genitiv Mumhan, Dativ und heutige Nominativform Mumhain), altirisch Muma. Heute im Irischen zumeist mit dem Wort cúige (Provinz) gebraucht: Cúige Mumhan = Provinz Munster. Der Bewohner Munsters ist ein Muimhneach. Die englische Endung "-ster" des Provinznamens entstammt dem irischen tír bzw. anglo-normannischen terre = Land.
Der Name der Provinz leitet sich von der keltischen Göttin Muma ab. In früheren Zeiten war die Provinz in drei Königreiche geteilt: das Königreich Ormond (gälisch Urmhumhain) im Osten, Desmond (gälisch Deasmhumhain) im Süden und Thomond (gälisch Tuadhmhumhain) im Norden. Die nach den Himmelsrichtungen erfolgte Einteilung hat heute keine Bedeutung mehr; sie spiegelt sich jedoch noch im Namen mancher Einrichtungen wie etwa dem des Thomond Colleges wider.